# Kengkham
Kengkham és un llogaret de l'Estat Shan de Myanmar, proper a la ciutat de Kunhing, a la vall del Nam Pan, que fou la capital d'un subestat de l'estat shan de Mongnai, un dels estats shan dins l'Estat Shan de Myanmar. És de població shan gairebé al 100%. L'estat té 268 km². El principat, amb el títol de Myosa, fou creat el 1810 per ordre del rei de Birmània. El 1870 fou ocupat per Mongnai però fou restablert quatre anys després, i el 1878 va tornar a ser ocupat. El 1882 fou incorporat a Mongnai com a subestat durant la rebel·lió d'aquest principat contra el rei de Birmània. El príncep va abdicar el 1959. Va quedar gairebé despoblat els anys seixanta, degut a la guerra.

## Myosa de Kengkham
- Bodaw Sao Hkam Yi 1811 - 1854
- Sao Hkun Mwe 1855 - 1864
- Naw Hkam Leng 1864 - 1870
- A Möngnai 1870 - 1874
- Sao Hkun Long 1874 - 1878
- A Möngnai 1878 - 1882
- Sao Naw Süng 1882 - 1887
- Hkun Un, després de 1887